# Поду-Опрій
Поду-Опрій (рум. Podu Oprii) — село у повіті Васлуй в Румунії. Входить до складу комуни Бунешть-Аверешть.
Село розташоване на відстані 302 км на північний схід від Бухареста, 27 км на північний схід від Васлуя, 45 км на південний схід від Ясс.

## Населення
За даними перепису населення 2002 року у селі проживали 314 осіб, усі — румуни. Усі жителі села рідною мовою назвали румунську.